# Жуффруа, Теодор Симон
Теодо́р Симо́н Жуффруа́ (фр. Théodore Simon Jouffroy; 7 июля 1796 — 1 марта 1842, Париж) — французский философ-спиритуалист, писатель и политический деятель, профессор Сорбонны и Коллеж-де-Франс, ученик В. Кузена.

## Биография
Теодор Симон Жуффруа родился в 1796 году в селении близ Монте, учился в коллежах в Нозеруа и Лон-ле-Солье. В 1811 поступил в Дижонский лицей, где прошёл экстерном курс риторики. В 1813 поступил в Высшую педагогическую школу, где слушал лекции Виктора Кузена. В 1816 защитил две диссертации по философии на темы «Чувство прекрасного и чувство возвышенного» и «О причинности». С 1814 преподавал философию в Высшей педагогической школе, затем в Сорбонне, а в 1833—1836 в Коллеж де Франс. С 1831 был членом палаты депутатов, а с 1842 членом Совета народного просвещения. Сотрудничал в журналах «Globe», «Courrier français» и «Encyclopédie moderne». С 1833 член Академии моральных и политических наук. Умер в Париже 1 марта 1842 года.

## Учение
В философии Жуффруа был последователем В. Кузена, одного из основателей французского спиритуализма; на формирование его взглядов повлияли также учения И. Канта, Мен де Бирана и П. П. Руайе-Коллара. Вслед за Ларомигьером и Мен де Бираном Жуффруа подверг критике сенсуалистические идеи Кондильяка и французских «идеологов». Одним из источников его учения стала также шотландская философия «здравого смысла», труды основателей которой Т. Рида и Д. Стюарта он перевёл на французский язык.
Философию Жуффруа понимал как науку о человеке; основным методом философии он считал самонаблюдение, а ключевое значение в ней придавал психологии. Основным вопросом, занимавшим философа, был вопрос о различии души и тела и о разнице психологической и физиологической точки зрения на человека. По мнению Жуффруа, существование души доказывается внутренним, а существование материи — внешним опытом. Мир есть сочетание двух противоположных и противоборствующих начал. «Материя потревожена в своей инертности активностью силы; сила стеснена в своём развитии инертностью материи… Мир — не что иное, как борьба этих двух принципов».
В отличие от Мен де Бирана, Жуффруа видел сущность души не в волевых, а в интеллектуальных процессах. Сознание показывает нам различие души и тела, а в самой душе — отличие высшей, интеллектуальной и нравственной, от низшей, физиологической, стороны. Разработанная Жуффруа классификация душевных способностей легла впоследствии в основу учений французских психологов.
Душа по своей сущности есть длительность, определяемая природными наклонностями, такими как стремление к могуществу, стремление к познанию и симпатия к себе подобным. Сталкиваясь с препятствиями, стремления заставляют человека вступать в борьбу, вырабатывают в нём самостоятельность и формируют личность. В этике Жуффруа сказывается сильное влияние Канта. Разум показывает человеку, что он не может найти полного удовлетворения в эгоизме и чувственности; это заставляет его сообразовываться со стремлениями других существ, из чего возникает согласие и осуществление мирового порядка. Уважение к мировому порядку является единственным основанием нравственности; вера же в бессмертие возникает из неполноты осуществления нравственного закона в земной жизни.

## Сочинения
- Философская смесь (Mélanges philosophiques, 1833)
- Курс естественного права (Cours de droit naturel, 1834)
- Новая философская смесь (Nouveaux mélanges philosophiques, 1842)
- Курс эстетики (Cours d’esthétique, 1843)